# Фокс, Эдвард
Эдвард Чарльз Морис Фокс, OBE (англ. Edward Charles Morice Fox; 13 апреля 1937, Челси, Лондон, Англия) — английский актёр кино, театра и телевидения.
Наиболее известен по ролям профессионального убийцы по прозвищу Шакал, нанятого для убийства президента Франции генерала де Голля летом 1963 года в фильме «День шакала» (1973) и короля Эдуарда VIII в британском телесериале «Эдуард и миссис Симпсон» (1978).

## Биография
Родился в семье актёра и театрального агента Робина Фокса (1913—1971) и актрисы и писательницы Анджелы Мюриэл Дариты Уортингтон. Его братья — актёр Джеймс Фокс (род. 1939) и кинопродюсер Роберт Фокс (род. 1952). Племянник — актёр Лоуренс Фокс.
Фокс был дважды женат, на актрисах Трейси Рид (1958—1961) и Джоанне Дэвид (с июля 2004 года, после долголетних отношений). У него есть дочь Люси от брака с Рид и двое детей от Джоанны Дэвид — Эмилия и Фредди.

## Избранная фильмография
- Одиночество бегуна на длинные дистанции (1962) — эпизод (нет в титрах)
- Такова спортивная жизнь (1963) — бармен (нет в титрах)
- Долгая дуэль (1967) — Хардвик
- О, что за чудесная война (1969) — помощник генерала Хейга
- Битва за Британию (1969) — Арчи
- Нарушение Бамбо (1970) — Хорвуд
- День шакала (1973) — Шакал[англ.]
- Вымогательство[англ.] (1977) — Форман
- Мост слишком далеко (1977) — генерал-лейтенант Брайан Хоррокс
- Дуэлянты (1977) — полковник
- Оранжевый солдат (1977) — полковник Рафелли
- Отряд 10 из Наварона (1978) — сержант Джон Миллер
- Эдуард и миссис Симпсон[англ.] (1978) — Эдуард VIII
- Зеркало треснуло[англ.] (1980) — инспектор Крэддок
- Ганди (1982) — бригадир Реджинальд Дайер
- Никогда не говори «никогда» (1983) — M
- Костюмер (1983) — Оксенби
- Баунти (1984) — капитан Гритэм
- Робин Гуд (1991) — принц Джон
- Месяц у озера (1995) — майор Уилшоу
- Путешествия Гулливера (1996) — генерал Лимток
- Принц Вэлиант (1997) — Король Артур
- Затерянные в космосе (1998) — бизнесмен
- Как важно быть серьёзным (2002) — лакей Лэйн
- Даниэль Деронда[англ.] (2002) — сэр Хьюго Маллинджер
- Красота по-английски (2004) — Эдуард Хайд
- Пуаро Агаты Кристи (2004) — Гуджеон
- Лесси (2005) — полковник Халтон
- Оливер Твист (2007) — мистер Браунлоу
- Мисс Марпл Агаты Кристи (2010) — лорд Катерхэм
- Льюис (2013) — доктор Ярдли
- Табу (2017) — Гораций Делейни

## Награды и номинации
Эдвард Фокс является трёхкратным лауреатом кинопремии BAFTA при четырёх номинациях. Также на его счету награды Национального общества и Национального совета кинокритиков США, кинопремии Evening Standard, а также офицером Ордена Британской империи за вклад в кино и театр.